# Baco y Ariadna (Pittoni, Varsovia)
Baco y Ariadna (del italiano: Bacco e Arianna) es un lienzo pintado al óleo por Giambattista Pittoni alrededor de 1720. La pintura, se encuentra actualmente en el Museo Nacional de Varsovia.